# 스쿠타 히나
스쿠타 히나(直田 姫奈, 1995년4월17일~) 효고현 출신의 여자 성우.도쿄 배우 생활 협동조합 소속.

## 개요
취미는 헤어어레인지 특기는 기타(아코기)이다.좋아하는 음식은 딸기, 매운거.
과거에 보육교사로 일했던 경력을 가지고 있으며, 그 무렵에 아이들의 애니메이션 작품에 대한 관심의 높이를 알고 애니메이션 제작 측에 참여하고 싶다는 생각에서 성우업에 뜻을 두었다.성우를 목표로 하는데 있어서는 보육교사 때의 경험이나, 본인이 중학교 시절에 은혼으로부터 강한 영향을 받은 실체험도 있어, 장래적으로는 어린이용 작품에 참가하는 것을 목표로 하고 있다.
2018년에 발매된 앱 게임 「소멸 도시 2」의 하루카 역으로 성우 데뷔를 했다.성우 유닛·SPR5의 일원으로서도 음악 활동을 실시하고 있으며, 2018년 6월에는 동 유닛으로서는 처음이 되는 이벤트를 개최했다.
2020년부터는 「BanG_Dream!」프로젝트의 밴드 유닛 「Morfonica」의 키리가야 토오코 역을 담당.실제로 밴드 활동을 하게 되어 기타를 담당하고 있다.
2023년, 그 옷 갈아입히기 인형은 사랑을 하는 키타가와 카이무의 연기가 평가되어 제17회 성우 어워드 신인상을 수상.